# Пайк (окръг, Пенсилвания)
Окръг Пайк (на английски: Pike County) е окръг в щата Пенсилвания, Съединени американски щати. Площта му е 1469 km², а населението - 55 691 души (2017). Административен център е град Милфорд.